# Heiner F. Klemme
Heiner F. Klemme (* 7. Mai 1962 in Ahnsen) ist ein deutscher Philosoph. Seit Oktober 2014 ist er Professor für Philosophiegeschichte an der Martin-Luther-Universität Halle-Wittenberg und Leiter des dortigen Immanuel-Kant-Forums. Sein Arbeitsschwerpunkt ist die deutsch- und englischsprachige Philosophie der Aufklärung, insbesondere die Werke von Immanuel Kant und David Hume. Klemme gilt als einer der wichtigsten Vertreter der Kantforschung in Deutschland. Er ist Gründer und erster Vorsitzender der Christian-Wolff-Gesellschaft für die Philosophie der Aufklärung, Mitherausgeber der Kant-Studien und der Kantstudien-Ergänzungshefte und im Vorstand der Kant-Gesellschaft e. V. Bonn.

## Werdegang
Klemme wuchs in Silixen (Kreis Lippe) auf und erwarb 1981 das Abitur am Gymnasium Ernestinum in Rinteln. Ab 1982 studierte er Philosophie, Religionswissenschaft und Sinologie in Marburg, Edinburgh und Bonn. Den Magister Artium erwarb er an der Philipps-Universität Marburg 1990, wo er im Anschluss bis zu seiner Promotion 1995 als wissenschaftlicher Mitarbeiter bei Reinhard Brandt tätig war. Anschließend ging er an die Otto-von-Guericke-Universität Magdeburg als Assistent nach seiner Habilitation 2003 als Oberassistent. Im Wintersemester 2004/2005 besetzte er vertretunghalber die Professur für Geschichte der Philosophie an der Universität Marburg, im darauffolgenden Winter die Professur für Philosophie mit Schwerpunkt praktische Philosophie an der Bergischen Universität Wuppertal, wohin er 2006 den Ruf erhielt. Er wechselte 2008 nach Mainz auf die Professur für Philosophie der Neuzeit mit Schwerpunkt in der Philosophie Kants am Philosophischen Seminar der Johannes Gutenberg-Universität Mainz und wurde Leiter der dortigen Kant-Forschungsstelle. Zum Wintersemester 2014/2015 wurde er nach Halle-Wittenberg berufen.

## Gastprofessuren
- Guest Professor, School of Philosophy, Wuhan University (China), vom April 2012 bis April 2015
- Visiting University Scholar, Western University, London/ON (Kanada), Oktober 2014
- Gastprofessor an der Universidade Estadual Paulista “Júlio de Mesquita Filho”, Campus de Marília/SP, Departamento de Filosofia, Brasilien (September 2007)

## Veröffentlichungen (Auswahl)
- Immanuel Kant. (= Campus Einführungen). Campus-Verlag, Frankfurt am Main / New York 2004, ISBN 3-593-37185-5.
- Die Schule Immanuel Kants ; Mit dem Text „Über das Königsberger Collegium Fridericianum“. von Christian Schiffert. Meiner, Hamburg 1994, ISBN 3-7873-1185-8.
- Kants Philosophie des Subjekts : systematische und entwicklungsgeschichtliche Untersuchungen zum Verhältnis von Selbstbewusstsein und Selbsterkenntnis. Meiner, Hamburg 1996, ISBN 3-7873-1294-3. (zugl.: Marburg, Univ., Diss., 1995).
- Die Idee der Autonomie : Elemente einer deontologischen Theorie des moralisch Richtigen und des Guten. Univ., Habil.-Schr., Magdeburg 2003.
- Immanuel Kant. Campus-Verlag, Frankfurt am Main / New York 2004, ISBN 3-593-37185-5.
- David Hume zur Einführung. Junius, Hamburg 2007, ISBN 978-3-88506-637-8.
- als Hrsg.: Kant und die Zukunft der europäischen Aufklärung. Walter de Gruyter, Berlin / New York 2009, ISBN 978-3-11-020272-4.
- mit Frank Brosow (Hrsg.): David Hume nach dreihundert Jahren. Historische Kontexte, systematische Perspektiven. mentis, Münster 2014, ISBN 978-3-89785-835-0.
- Freiheit, Recht und Selbsterhaltung. Zur philosophischen Bedeutung von Kants Begriff der Verbindlichkeit. In: Markus Rothhaar, Martin Hähnel (Hrsg.): Normativität des Lebens – Normativität der Vernunft. Walter de Gruyter, Berlin / Boston 2015, ISBN 978-3-11-039957-8, S. 95–116.
- mit Manfred Kuehn (Hrsg.): The Bloomsbury Dictionary of Eighteenth Century German Philosophers. Bloomsbury, London / New York 2016, ISBN 978-1-4742-5597-4.
- Unmündigkeit als Programm. Ein Versuch über Heidegger und seine Kritik der Moderne. In: Merkur. Deutsche Zeitschrift für europäisches Denken. 70. Jahrgang, Heft 800, 2016, S. 5–23. ISSN 0026-0096.
- Kants „Grundlegung zur Metaphysik der Sitten“. Ein systematischer Kommentar. Reclam, Stuttgart 2017, ISBN 978-3-15-019473-7.
- mit Ansgar Lorenz: Thomas Hobbes für Einsteiger. Wilhelm Fink, Paderborn 2018, ISBN 978-3-7705-6305-0.
- How is Moral Obligation Possible? Kant’s Principle of Autonomy in Historical Context. In: Stefano Bacin, Oliver Sensen (Hrsg.): The Emergence of Autonomy in Kant’s Moral Philosophy. Cambridge University Press, Cambridge 2018, ISBN 978-1-107-18285-1, S. 10–28.
- mit Antonino Falduto (Hrsg.): Kant und seine Kritiker – Kant and his Critics. Georg Olms, Hildesheim / Zürich / New York 2018, ISBN 978-3-487-15732-0.
- mit Ansgar Lorenz: Immanuel Kant für Einsteiger. Wilhelm Fink, Paderborn 2017, ISBN 978-3-7705-6044-8.
- Die Selbsterhaltung der Vernunft. Kant und die Modernität seines Denkens. Klostermann, Frankfurt 2023, ISBN 978-3-465-04619-6.